# 張南 (後漢)
張 南（ちょう なん、生没年不詳）は、中国後漢末期の袁煕配下の武将。

## 事績
建安10年（205年）正月、当時幽州の袁煕の元には、曹操・袁譚の攻撃を受けて危機に陥った袁尚が避難してきていた。
張南は同僚の焦触と共に、袁煕・袁尚兄弟に背いて彼らを攻撃。袁兄弟は遼西郡の烏桓の元へ逃走した。張南と焦触は曹操に帰順し、列侯に封じられた。

## 三国志演義
羅貫中の小説『三国志演義』では第33回で登場。やはり焦触と共に袁煕に仕えていたが、袁譚を撃破し南皮に入城した曹操の前に現れ、降伏する。
第41回では曹操配下として長坂の戦いに参戦。逃走する劉備軍を追撃するが、青釭の剣を手にした趙雲の無双の活躍により撃退される。
第48回では赤壁の戦いに参戦。焦触と共に、警邏の舟を借りて孫権軍を襲撃したいと志願し、許可を得てこれを実行するが、まず先鋒の焦触が韓当によって刺殺される。後から追いついた張南は周泰の舟と対峙するが、自身の舟へと飛び移ってきた周泰に斬られ、水中へと落ちていった。